# Семилітка (Шипуновський район)
Семилі́тка (рос. Семилетка) — селище у складі Шипуновського району Алтайського краю, Росія. Входить до складу Красноярівської сільської ради.

## Населення
Населення — 27 осіб (2010; 90 у 2002).
Національний склад (станом на 2002 рік):
- росіяни — 81 %